# Kótaj
Kótaj község Szabolcs-Szatmár-Bereg vármegyében, a Nyíregyházi járásban. A vármegye legnépesebb, községi címmel rendelkező települése.

## Fekvése
A vármegye középső-északnyugati részén fekszik, a Rétköz és a Nyírség határán, a megyeszékhely Nyíregyházától mintegy 10 kilométerre északra.
A közvetlen szomszédos települések, településrészek: észak felől Ibrány, északkelet felől Nagyhalász, kelet felől Kemecse, délkelet felől Nyíregyháza-Sóstóhegy, dél felől az ugyancsak a vármegyeszékhelyhez tartozó Nyírszőlős, délnyugat felől Nyírtelek, nyugat felől Nyírtelek-Gyulatanya, északnyugat felől pedig Buj.

### Megközelítése
Ma csak közúton érhető el, Nyíregyháza felől a 3822-es, Kemecse és Buj-Tiszabercel felől a 3823-as úton; határszélét keleten egy rövid szakaszon érinti még a 3834-es út is.
2009-es bezárásáig áthaladt a községen a Nyírvidéki Kisvasút két, a megyeszékhelytől Buj-Herminatanyáig együtt húzódó két vonala, a balsai és a dombrádi vasútvonal is.

## Története
1411-ben az eszenyi Csapy család kapja királyi adományként a települést.
1447-ben említik Keresztút néven, az Ibrányi család irattárában fennmaradt oklevél szerint, ekkor az Ibrányiak birtoka.
1487-ben a Szokolyi család volt a település földesura.
A 18. században és a 19. század elején a Vay, báró Bánffy, Kelcz, Mezőssy, Kállay, Ábrányi, Pribék, Irinyi, Jármy, Hatfaludy, Péchy családok birtoka volt.
A 20. század elején a Jármy család, Körmendy Imre, Tóth Miklós és a Szamueli testvérek voltak a falu birtokosai.
A településen több családnak is volt itt kisebb-nagyobb kúriája. A legnevezetesebb azonban a Fráter-féle ház volt, melyet a Jókai Mór által megörökített „magyar nábob” kastélyának tartottak.

## Közélete

### Polgármesterei
- 1990–1994: Fodor Lajos (független)[3]
- 1994–1998: Fodor Lajos (független)[4]
- 1998–2002: Fodor Lajos (független)[5]
- 2002–2006: Orosz Mihály (független)[6]
- 2006–2010: Orosz Mihály (független)[7]
- 2010–2014: Orosz Mihály (független)[8]
- 2014–2019: Orosz Mihály (független)[9]
- 2019–2024: Orosz Mihály (független)[10]
- 2024– : Orosz Mihály (független)[1]

## Itt születtek, itt éltek
- Itt született Kövessy Albert (1860–1924) rendező, színigazgató, színműíró.
- Itt született tolcsvai Nagy Gábor (1853-1936) altábornagy.
- Itt született Galambos Lajos (1929–1986) József Attila-díjas író.[11]

## Népesség
A település népességének változása:
| Lakosok száma | 4496 | 4442 | 4436 | 4489 | 4333 | 4447 | 4464 |
|               | 2013 | 2014 | 2015 | 2021 | 2022 | 2023 | 2024 |

1880-ban a település lakosságának 74%-a magyar, 20%-a szlovák, 2%-a német nemzetiségűnek vallotta magát.
2001-ben a település lakosságának 98%-a magyar, 2%-a cigány nemzetiségűnek vallotta magát.
A 2011-es népszámlálás során a lakosok 85%-a magyarnak, 11,4% cigánynak, 0,2% németnek mondta magát (14,2% nem nyilatkozott; a kettős identitások miatt a végösszeg nagyobb lehet 100%-nál). A vallási megoszlás a következő volt: római katolikus 27,3%, református 11,6%, görögkatolikus 13,9%, evangélikus 0,9%, felekezeten kívüli 8,4% (31,8% nem válaszolt).
2022-ben a lakosság 89,6%-a vallotta magát magyarnak, 4,2% cigánynak, 0,2% ukránnak, 0,2% németnek, 0,2% románnak, 0,1-0,1% bolgárnak, szlováknak, szlovénnek és lengyelnek, 2,2% egyéb, nem hazai nemzetiségűnek (10,2% nem nyilatkozott; a kettős identitások miatt a végösszeg nagyobb lehet 100%-nál). Vallásuk szerint 18,9% volt római katolikus, 10,3% református, 10,6% görög katolikus, 7,6% egyéb keresztény, 1% evangélikus, 0,1% ortodox, 10,9% felekezeten kívüli (39,8% nem válaszolt).

## Nevének eredete
Kótaj község eredeti neve Keresztút volt és a 14. századi okmányokon így szerepelt.

## Nevezetességei
- Római katolikus templom - 1909-ben épült.
- Görögkatolikus templomai - A faluban lévő 1894-ben épült, míg a szőlőben levő 1890-ben.
- Református templom - 1700-ban épült.
- Nyírvidéki Kisvasút
- Ibrányi-Fráter kúria

## Testvértelepülés
- Flumeri, Olaszország